# Trpimir I
Trpimir I var furste (kroatiska: knez) av Dalmatiska Kroatien mellan 845-864 och grundade det kroatiska furstehuset Trpimirović. Även om han formellt var en vasall till den frankiska kejsaren Lothar I använde han den långa och eldiga konflikten mellan Frankerriket och Bysans för att regera självständigt. Trpmir efterträddes av sin son Zdeslav.